# Ува Елдерсон Ечіеджіле
У́ва Е́лдерсон Ечіеджі́ле (англ. Uwa Elderson Echiéjilé; народився 20 січня 1988; Бенін Сіті, Нігерія) — нігерійський футболіст, захисник збірної Нігерії та клубу «Монако».

## Клубна кар'єра
Свою футбольну кар'єру Ечіеджіле розпочав у юнацькій академії, де його згодом помітили скаути клубу «Бендел Іншуренс» та запропонували професійний контракт на 3 роки.

### «Ренн»
Влітку 2007 року перейшов до французького клубу «Ренн», де був змушений грати за резерв команди. Дебют за Les Rouges et Noirs у першому дивізіоні прийшовся лише на 19-й тур проти «Тулузи» 23 грудня 2007, матч закінчився з рахунком 0-0, а Ува вийшов у стартовому складі та відіграв усі 90 хвилин. Загалом молодий захисник провів лише 4 матчі в першому сезоні за червоно-чорних.
У сезоні 2008/09 Гі Лякомб перевів Ечіеджіле до першої команди та дає більше ігрового часу в Чемпіонаті Франції, випускаючи нігерійця на заміну. Проте основним гравцем він так і не став — грав здебільшого за «дубль». У сезоні 2009/10 Ечіеджіле провів 1 гру за клуб у Кубку ліги. На думку його агента, нігерієць не виходив у складі з «нефутбольних причин».

### «Брага»
Влітку 2010 року за 2,5 мільйона євро перейшов до португальської «Браги», з якою уклав чотирирічний контракт. У португальській першості отримав більше ігрового часу, протягом 3,5 сезону взяв участь у 73 іграх Прімейри.

### «Монако»
За пів року до завершення контракту з «Брагою» повернувся до Франції, приєднавшись за 1,5 мільйона євро до «Монако». У складі «монегасків» закріпитись не зумів, через що з 2016 року став здаватись в оренду в «Стандард» (Льєж), «Спортінг» (Хіхон), «Сівасспор» та «Серкль», де теж, втім, грав небагато.

## Національна збірна Нігерії з футболу
Виступав за молодіжну збірну Нігерії віком до 20-ти років, у складі якої потрапив на молодіжний чемпіонат світу 2007 року, що проходив на полях Канади. Там збірна виступила досить вдало, дійшовши до 1/4 фіналу, де поступилася чилійцям з рахунком 0-4. Ечіеджіле взяв участь у 5 іграх та забив один гол. На молодіжному рівні зіграв у 5 офіційних матчах, забив 1 гол.
2009 року дебютував в офіційних матчах у складі національної збірної Нігерії, а наступного року з командою поїхав на Кубка африканських націй 2010 року в Анголі, на якому команда здобула бронзові нагороди, та чемпіонат світу 2010 року у ПАР. На першому для себе «мундіалі» Ува зіграв у двох іграх групового етапу.
Згодом був учасником Кубка африканських націй 2013 року у ПАР, забивши на ньому свій перший гол за збірну у півфіналі проти Малі (4:1). Після цього Ечіеджіле зіграв і у фіналі, здобувши титул континентального чемпіона. У цьому році поїхав з командою на Кубок конфедерацій 2013 року у Бразилії, на якому забив свій другий гол за збірну у зустрічі проти Таїті (6:1).
2014 року був включений до списку Стівена Кеші на чемпіонат світу, але зазнав травми у товариській грі напередодні турніру проти Греції, і його в підсумку замінив Еджике Узоеньї. Втім, у червні 2018 року потрапив у остаточну заявку на чемпіонат світу 2018 року у Росії і таки поїхав на другий для себе світовий чемпіонат.
| Дата       | Місто                   | Господарі   | Результат | Гості             | Турнір                                  | Голи | Примітки |
| ---------- | ----------------------- | ----------- | --------- | ----------------- | --------------------------------------- | ---- | -------- |
| 2-6-2009   | Жоффруа Гішар (стадіон) | Франція     | 0 – 1     | Нігерія           | товариський матч                        | -    |          |
| 7-6-2009   | Абуджа                  | Нігерія     | 3 – 0     | Кенія             | Відбір до ЧС 2010                       | -    | 49'      |
| 11-10-2009 | Абуджа                  | Нігерія     | 1 – 0     | Мозамбік          | Відбір до ЧС 2010                       | -    |          |
| 14-11-2009 | Найробі                 | Кенія       | 2 – 3     | Нігерія           | Відбір до ЧС 2010                       | -    | 14'      |
| 16-1-2010  | Бенгела                 | Нігерія     | 1 – 0     | Бенін             | Кубок африканських націй 2010           | -    | 86'      |
| 20-1-2010  | Лубанго                 | Нігерія     | 3 – 0     | Мозамбік          | Кубок африканських націй 2010           | -    |          |
| 25-1-2010  | Лубанго                 | Замбія      | 0 – 0     | Нігерія           | Кубок африканських націй 2010           | -    | 4-5      |
| 28-1-2010  | Луанда                  | Гана        | 1 – 0     | Нігерія           | Кубок африканських націй 2010           | -    |          |
| 3-3-2010   | Абуджа                  | Нігерія     | 5 – 2     | ДР Конго          | товариський матч                        | -    |          |
| 25-5-2010  | Ваттенс                 | Нігерія     | 0 – 0     | Саудівська Аравія | товариський матч                        | -    |          |
| 17-6-2010  | Фрі Стейт (стадіон)     | Греція      | 2 – 1     | Нігерія           | ЧС 2010                                 | -    | 55' 77'  |
| 22-6-2010  | Мозес Мабіда (стадіон)  | Нігерія     | 2 – 2     | Південна Корея    | ЧС 2010                                 | -    | 46'      |
| 4-9-2011   | Антананаріву            | Малайзія    | 0 – 2     | Нігерія           | Відбір до Кубка африканських націй 2012 | -    |          |
| 6-9-2011   | Дакка                   | Аргентина   | 3 – 1     | Нігерія           | товариський матч                        | -1   |          |
| 16-6-2012  | Калабар                 | Нігерія     | 2 – 0     | Руанда            | Відбір до Кубка африканських націй 2013 | -    |          |
| 13-10-2012 | Абуджа                  | Нігерія     | 6 – 1     | Ліван             | Відбір до Кубка африканських націй 2013 | -    |          |
| 15-11-2012 | Каракас                 | Венесуела   | 1 – 3     | Нігерія           | товариський матч                        | -    |          |
| 21-1-2013  | Мбомбела (стадіон)      | Нігерія     | 1 – 1     | Буркіна-Фасо      | Кубок африканських націй 2013           | -    |          |
| 25-1-2013  | Мбомбела (стадіон)      | Замбія      | 1 – 1     | Нігерія           | Кубок африканських націй 2013           | -    | 90'      |
| 29-1-2013  | Роял Бафокенг           | Ефіопія     | 0 – 2     | Нігерія           | Кубок африканських націй 2013           | -    |          |
| 3-2-2013   | Роял Бафокенг           | Кот-д'Івуар | 1 – 3     | Нігерія           | Кубок африканських націй 2013           | -    |          |
| 6-2-2013   | Мозес Мабіда (стадіон)  | Малаві      | 1 – 4     | Нігерія           | Кубок африканських націй 2013           | 1    |          |
| 10-2-2013  | ФНБ-Стедіум             | Нігерія     | 1 – 0     | Буркіна-Фасо      | Кубок африканських націй 2013           | -    |          |
| 23-3-2013  | Калабар                 | Нігерія     | 1 – 1     | Кенія             | Відбір до ЧС 2014                       | -    | 34'      |
| 1-6-2013   | NRG-Стедіум             | Мексика     | 2 – 2     | Нігерія           | товариський матч                        | -    |          |
| 5-6-2013   | Найробі                 | Кенія       | 0 – 1     | Нігерія           | Відбір до ЧС 2014                       | -    |          |
| 12-6-2013  | Віндгук                 | Намібія     | 1 – 1     | Нігерія           | Відбір до ЧС 2014                       | -    |          |
| 17-6-2013  | Роял Бафокенг           | Таїті       | 1 – 6     | Нігерія           | Confederation Cup                       | 2    |          |
| 21-6-2013  | Мозес Мабіда (стадіон)  | Нігерія     | 1 – 2     | Уругвай           | Confederation Cup                       | -    |          |
| 23-6-2013  | ФНБ-Стедіум             | Нігерія     | 0 – 3     | Іспанія           | Confederation Cup                       | -    |          |
| 14-8-2013  | Мозес Мабіда (стадіон)  | ПАР         | 0 – 2     | Нігерія           | товариський матч                        | -    |          |
| 7-9-2013   | Калабар                 | Нігерія     | 2 – 0     | Малаві            | Відбір до ЧС 2014                       | -    |          |
| 13-10-2013 | Аддис-Абеба             | Ефіопія     | 1 – 2     | Нігерія           | Відбір до ЧС 2014                       | -    |          |
| 16-11-2013 | Калабар                 | Нігерія     | 2 – 0     | Ефіопія           | Відбір до ЧС 2014                       | -    |          |
| 6-3-2014   | Джорджія Дом            | Мексика     | 0 – 0     | Нігерія           | товариський матч                        | -    |          |
| 28-5-2014  | Лондон                  | Нігерія     | 2 – 2     | Шотландія         | товариський матч                        | -    |          |
| 3-6-2014   | Тален Енерджі Стедіум   | Греція      | 0 – 0     | Нігерія           | товариський матч                        | -    | 41'      |
| 6-9-2014   | Абуджа                  | Нігерія     | 2 – 3     | ДР Конго          | Відбір до Кубка африканських націй 2015 | -    |          |
| 10-9-2014  | Кейптаун (стадіон)      | ПАР         | 0 – 0     | Нігерія           | Відбір до Кубка африканських націй 2015 | -    |          |
| 11-10-2014 | Хартум                  | Судан       | 1 – 0     | Нігерія           | Відбір до Кубка африканських націй 2015 | -    |          |
| 8-10-2015  | Візе (місто)            | Нігерія     | 0 – 2     | Республіка Конго  | товариський матч                        | -    |          |
| 11-10-2015 | Брюссель                | Нігерія     | 3 – 0     | Камерун           | товариський матч                        | -    |          |
| 13-11-2015 | Лобамба                 | Есватіні    | 0 – 0     | Нігерія           | Відбір до ЧС 2018                       | -    | 86'      |
| 17-11-2015 | Порт-Гаркорт            | Нігерія     | 2 – 0     | Есватіні          | Відбір до ЧС 2018                       | -    |          |
| 29-3-2016  | Александрія             | Єгипет      | 1 – 0     | Нігерія           | Відбір до Кубка африканських націй 2017 | -    | 46'      |
| 31-5-2016  | Люксембург              | Люксембург  | 1 – 3     | Нігерія           | товариський матч                        | -    |          |
| 3-9-2016   | Уйо                     | Нігерія     | 1 – 0     | Танзанія          | Відбір до Кубка африканських націй 2017 | -    |          |
| 9-10-2016  | Ндола                   | Замбія      | 1 – 2     | Нігерія           | Відбір до ЧС 2018                       | -    | 90+2'    |
| 12-11-2016 | Уйо                     | Нігерія     | 3 – 1     | Алжир             | Відбір до ЧС 2018                       | -    |          |
| 23-3-2017  | Лондон                  | Нігерія     | 1 – 1     | Сенегал           | товариський матч                        | -    | 64'      |
| 1-6-2017   | Сен-Ле-ла-Форе          | Нігерія     | 3 – 0     | Того              | товариський матч                        | -    | кап. 87' |
| 10-6-2017  | Уйо                     | Нігерія     | 0 – 2     | ПАР               | Відбір до Кубка африканських націй 2019 | -    |          |
| 1-9-2017   | Уйо                     | Нігерія     | 4 – 0     | Камерун           | Відбір до ЧС 2018                       | -    |          |
| 4-9-2017   | Яунде                   | Камерун     | 1 – 1     | Нігерія           | Відбір до ЧС 2018                       | -    |          |
| 7-10-2017  | Уйо                     | Нігерія     | 1 – 0     | Замбія            | Відбір до ЧС 2018                       | -    | 79'      |
| 28-5-2018  | Порт-Гаркорт            | Нігерія     | 1 – 1     | ДР Конго          | товариський матч                        | -    | 21' 46'  |
| Усього     |                         | Матчів      | 56        |                   | Голів                                   | 3;-1 |          |

## Досягнення
Збірна Нігерії
- Чемпіон Африки: 2013
- Бронзовий призер Кубка африканських націй: 2010